# Megumi Hayashibara
Megumi Hayashibara (林原 めぐみ Hayashibara Megumi?) (Kita, distrito de Tokio - 30 de marzo de 1967) es una popular cantante y seiyū en Japón.  Empezó su carrera como seiyū mientras estaba estudiando para su profesión original, que era de enfermera.  Actualmente está casada con Masaharu Amiya y tiene una hija, nacida el 28 de junio de 2004.
Es una de las actrices de voz más prolíficas de Japón con más 150 papeles desde la década de los 90. Sus roles más famosos son en Shaman King como Anna Kyōyama (también interpretó a Opacho), en Neon Genesis Evangelion como Rei Ayanami (también Pen-Pen y Yui Ikari), en Ranma ½ como Ranma Saotome (mujer), en Detective Conan como Ai Haibara, en Slayers como Lina Inverse, en la franquicia de Pokémon como Musashi (conocida internacionalmente como Jessie), en Cowboy Bebop como Faye Valentine, en Saber Marionette como Lima, entre otros.

## Biografía
Hayashibara nació el 30 de marzo de 1967 en Kita, Tokio. Estudió en una escuela católica y en un momento sufrió bullying en quinto grado. Fue miembro activo del club y participó en los clubes de bádminton, biología, radiodifusión, teatro e inglés. Interpretó el papel de Alicia en una producción en inglés de Alicia en el país de las maravillas. A pesar de calificar como enfermera, nunca ha sido empleada en un puesto de enfermería ya que nunca fue su interés. Siempre fue una fanática de personajes de anime desde su niñez. Ella, al igual que otros niños, se interesó por la actuación, pero sus padres no estuvieron de acuerdo, ya que ellos querían que su hija fuera enfermera. Megumi terminó la escuela y comenzó a estudiar enfermería, pero siguiendo sus impulsos de niña, se metió a estudiar actuación en Arts Vision, como más de 600 jóvenes. Se seleccionaron finalmente a 18 entre los cuales estaba ella.
Según cuenta Megumi, no habría entrado a estudiar actuación de voz si no hubiera sido por una recepcionista que la recibió en una de las escuelas de enfermería, Megumi se enfadó tanto con ella que salió del lugar y se fue a una librería donde encontró un folleto que hablaba de clases gratis de actuación de voz.
Megumi estudió tres años enfermería y llegó a trabajar como enfermera durante seis meses antes de comenzar a estudiar como actriz de voz.
Su debut fue en la serie Maison Ikkoku en 1986 con 19 años, mientras que en 1989 audicionó para Ranma ½ esperando ser elegida como Akane Tendo, pero en su lugar fue elegida como la mitad femenina de Ranma Saotome. Después de esto se dedicó por completo a la vocación de seiyū.
Poco después un cazatalentos descubrió que tenía una voz peculiar y la animó a que fuese también cantante. Aunque a ella lo que realmente le gusta es hacer voces, también tiene sus CD.
También se ha desempeñado como solista desde 1991 hasta la fecha.
En 1993 y 1995, Hayashibara fue invitada en el evento Anime America. En el evento de 1995, decidió dar un discurso en inglés después de creer que la traducción en el evento de 1993 no reflejaba lo que había dicho. En 1995, Hayashibara proporcionó la voz de Rei Ayanami en Neon Genesis Evangelion, un papel conocido como "elenco innovador".
Además de dar voz a Musashi/Jessie del Equipo Rocket en Pokémon, Hayashibara también ha dado voz al Pidgeotto y Pidgeot de Ash, al Skitty de May, Miltank de Whitney, Dratini y Dragonair de Clair, Latios, Latias y Espeon de Anabel en las versiones japonesa e inglesa del anime. También proporciona la voz de Ai Haibara en la serie de anime en curso, Detective Conan.
Si bien Hayashibara rara vez da voz a personajes masculinos, interpretó a Shuichi Saihara en Danganronpa V3: Killing Harmony debido a su profunda y vasta experiencia relacionada con personajes de detectives. De hecho, ha ayudado al equipo a hacer que Shuichi se parezca más a un detective.
En 2001, Hayashibara hizo el que es quizás su trabajo más famoso, dando voz a Anna Kyōyama en la adaptación al anime de la serie Shaman King, mientras interpretaba los temas de apertura Over Soul y Northern Lights. Veinte años después, repitió su papel de Anna en la nueva versión de 2021 e interpretó el primer tema de apertura Soul Salvation y el primer tema de cierre Boku no Yubisaki. Over Soul se usó como la canción de créditos del episodio 5. La canción de 2010 de Hayashibara, Osorezan Revoir, también se usaría como tema final del episodio 33: que concluyó el arco de la historia de Osorezan Revoir.

## Vida personal
El 30 de marzo de 1998, curiosamente justo en el día de su trigésimo primer cumpleaños, Hayashibara contrajo matrimonio con Masaharu Amiya, con quien había estado saliendo en los cinco años anteriores. En enero de 2004, anunció su embarazo en su programa de radio "MEGUMI's Tokyo Boogie Night". El 28 de junio de 2004, dio luz a su primógenito, una niña, estos también se informaron en Yahoo! JAPAN News Topics y periódicos deportivos en ese momento. Cuando dio a luz, estuvo de baja por maternidad durante dos meses en junio y julio. Akiko Hiramatsu interpretó el papel de Musashi en Pokémon, mientras que Sōichirō Hoshi y Noriko Hidaka actuaron para el programa de radio.

## Filmografía

### Anime
- 3x3 Eyes (Pai)
- Alfred J. Kwak (Alfred J. Kwak)
- Bannō Bunka Nekomusume (Atsuko Natsume)
- Angel Links (Marsha)
- Ao no Exorcist (Yuri Egin)
- Astro Note (Aoi Uemachi)
- Blue Seed (Momiji Fujimiya)
- Carole & Tuesday (Flora)
- Cheeky Angel (Tenshi na Konamaiki) (Megumi Amatsuka)
- Chihayafuru (Sakurazawa Midori)
- Christmas in January (Mizuki)
- City Hunter 3 (Misuzu)
- Cowboy Bebop (Faye Valentine)
- Crayon Shin-chan (Chris Evert, recepcionista, Hello Kitty)
- Cyber Team in Akihabara (Tsubame Otori)
- DNA² (Tomoko Saeki)
- Detective Conan (Ai Haibara/Shiho Miyano, Elena Miyano, Akako Koizumi)
- Di Gi Charat Nyo! (Piyoko)
- Dragon Ball Z (Niño ciego (ep. 249))
- Esper Mami (Sanae Shimazu)
- El perro de Flandes (Nero)
- FLCL: Progressive (Haruko Haruhara)
- Floral Magician Mary Bell (Mory)
- Ghost in the Shell: SAC 2045 (Takashi Shimamura)
- Ghost in the Shell: Stand Alone Complex (Asagi, Theresa)
- Goldfish Warning! (Gyopi)
- Idol Tenshi Yōkoso Yōko (Saki Yamamori)
- Inukami! (Kayano Kawahira (joven)) (ep. 10)
- Invincible King Tri-Zenon (Kana Uryuu)
- Hello Kitty Paradise (Hello Kitty)
- Hitsuji no Uta (Chizuna Takashiro)
- Jikū Tenshō Nazca (Yuka Kiritake)
- Karakuri Circus (Shirogane Saiga)
- Kinkyuu Hasshin Saver Kids (Seira)
- Kyatto Ninden Teyandee (Chomoranma #1/2)
- Kyōkai no Rinne 3 (Otome Rokudou)
- Lazarus (Hersch)
- Lost Universe (Canal Vorfeed)
- Love Hina (Haruka Urashima)
- Macross Plus (Lucy MacMillan)
- Mado King Granzort (Guriguri, Enuma)
- Magic Kaito 1412 (Ai Haibara)
- Magical Princess Minky Momo (Momo)
- Maison Ikkoku (Debut como seiyū) (Kindergardener, Yōsuke Nanao, Atsuko, Koizumi, Tarō, entre otros)
- Mashin Hero Wataru (Himiko Shinobibe)
- Mobile Suit Gundam 0080: War in the Pocket (Christine MacKenzie)
- Nanatsu no Umi no Tico (Nanami Simpson)
- Nekketsu Saikyō Go-Saurer (Hiromi Tachibana, Erika Kozu)
- Neon Genesis Evangelion (Rei Ayanami, Yui Ikari, Penpen)
- One Piece (Rebecca)
- Onihei Hankachō (Ofusa, ep 2)
- Osomatsu-kun (1988) (Todomatsu Matsuno)
- Panyo Panyo Di Gi Charat (Piyoko)
- Patlabor (Momoko Sakurayama)
- Pokémon (Jessie del Equipo Rocket, Bulbasaur, Pidgeotto, Goldeen, Pokédex, Chimchar)
- Ranma ½ (Ranma Saotome (mujer))
- Rainbow: Nisha Rokubō no Shichinin (narradora)
- Saber Marionette (Lima)
- Saber Marionette J (Lima)
- Saber Marionette J to X (Lima)
- Sargento Keroro (Rei Kinoshita)
- Sengoku Chōjū Giga (Narradora)
- Shadow Skill (Elle Ragu)
- Shaman King (2001 y 2021) (Anna Kyōyama, Opacho)
- Shōwa Genroku Rakugo Shinjū (Miyokichi)
- Slayers (Lina Inverse (Original, Next, Try, Revolution y Evolution-R))
- Sorcerer Hunters (Tira Misu)
- Sorcerous Stabber Orphen: Revenge (Esperanza Nielsen)
- Soreike! Anpanman (Pirima-chan, Komusubiman)
- Space Dandy (Pine-Pine)
- Sword Art Online (Kyōko Yūki)
- Takahashi Rumiko Gekijō (Kakei, Yukie Asakawa, Shohei)
- Tales of Eternia: The Animation (Marone Bluecarno)
- Tekkaman Blade (Aki Kisaragi)
- Heisei Tensai Bakabon (Bakabon)
- The Doraemons (Bidano, Nobiko, Nonbi)
- The Three Musketeers (Invitada del 1.er. Episodio)
- Tsuki to Laika to Nosferatu (Irina Luminesk)
- Ueki no Hōsoku (Haruko Ueki)
- Ushio to Tora (Hakumen no Mono)
- Yū Yū Hakusho (Fukumen, Genkai (young))
- Zettai Muteki Raijin-Oh (Yū Izumi, Ruruko Himeki, Faruzebu, Kozue Yamaguchi, mamá de Hichō, mamá de Yoppā)

### Videojuegos
- Battle Tycoon: Flash Hiders SFX (Tiria Rosette)
- Detective Conan: Tsuioku no Mirajiyu (Ai Haibara)
- Dissidia: Final Fantasy, Dissidia 012 Final Fantasy (Shantotto)
- Hebereke series (Hebe)
- Heroes Phantasia (Lina Inverse)
- Knuckle Heads (Christine Myao)
- Lunar 2: Eternal Blue Complete (Lemina Ausa)
- Macross VF-X2 (Suzie Newtlet)
- Mobile Suit Gundam: Extreme Vs (Christina Mackenzie, EXAM System)
- Neon Genesis Evangelion: Girlfriend of Steel (Mana Kirishima, Rei Ayanami, Pen Pen)
- Popful Mail (Mail)
- Slayers Series (Lina Inverse)
- Super Smash Bros. Brawl (Latias, Gardevoir)
- Game no Kanzume Volumes 1 & 2 (Announcer and Mascot)
- Final Fantasy Type-0 (Andoria)
- Flash Hiders (Tiria Rosette)
- Project X Zone (Dūwei Frabellum)
- Danganronpa V3: Killing Harmony (Shūichi Saihara)
- Sonic Frontiers  (Sage)

### En Películas y Episodios OVA
- 3×3 Eyes (Pai)
- Asura (Wakasa)
- Detective Conan: El Puño de Zafiro Azul (Ai Haibara)
- Blue Seed Beyond (Momiji Fujimiya)
- Cardcaptor Sakura: la película (Madōshi)
- CB Chara Nagai Go World (Gamia Q3)
- Clockwork Island Adventure (Honey Queen)
- Compiler (Megumi)
- Cowboy Bebop: Knockin' on Heaven's Door (Faye Valentine)
- Detective Conan: Captured in Her Eyes (Ai Haibara)
- Detective Conan: Countdown to Heaven (Ai Haibara)
- Detective Conan: Crossroad in the Ancient Capital (Ai Haibara)
- Detective Conan: Jolly Roger in the Deep Azure (Ai Haibara)
- Detective Conan: Magician of the Silver Sky (Ai Haibara)
- Detective Conan: The Private Eyes' Requiem (Ai Haibara)
- Detective Conan: Strategy Above the Depths (Ai Haibara)
- Dialga VS Palkia VS Darkrai (Musashi (Jessie) of Team Rocket)
- Doraemon: Nobita no Sōsei Nikki (Bidano, Nobiko, Nonbi)
- Doraemon: Odisea en el espacio (Hachi)
- Elmer's Adventure: My Father's Dragon (Boris the Dragon)
- Hashire Melos! (Clair)
- Love Hina Again (Ova 1, 2, 3 - Urashima Haruka)
- Lupin the 3rd: Crisis in Tokyo (Maria)
- Mardock Scramble (Rune Ballot)
- My Hero Academia: Misión mundial de héroes (Pino)
- Evangelion: Death and Rebirth (Rei Ayanami)
- One Piece: Nejimaki-jima no bōken (Honey Queen)
- Paprika (Dra. Atsuko "Paprika" Chiba)
- Patlabor Reboot (Momoko Sakurayama)
- Pokémon The First Movie: Mewtwo Strikes Back (Jessie (del Equipo Rocket))
- Pokémon the Movie 2000: The Power of One (Jessie (del Equipo Rocket))
- Pokémon 3: El hechizo de los Unown (Jessie (del Equipo Rocket))
- Pokémon 4Ever: Celebi - Voice of the Forest (Jessie (del Equipo Rocket))
- Pokémon Heroes: Latios and Latias (Jessie (del Equipo Rocket, Latias)
- Pokémon: Jirachi y los Deseos (Jessie (del Equipo Rocket), Absol)
- Pokémon: El Destino de Deoxys (Jessie (del Equipo Rocket))
- Pokémon: Lucario y el misterio de Mew (Jessie (del Equipo Rocket))
- Pokémon Ranger y el Templo del Mar (Jessie (del Equipo Rocket))
- Pokémon: los secretos de la selva (Jessie (del Equipo Rocket))
- Pompoko (Sasuke)
- Pretty Guardian Sailor Moon Cosmos: The Movie (Sailor Galaxia)
- Proyecto A-Ko (Ume)
- Riding Bean (Carrie)
- Saber Marionette R, Saber Marionette J Again (Lime)
- Sailor Moon S The movie (Himeko)
- Shaman King "Omake" (Anna Kyōyama)
- Shōnan Jun'ai Gumi (Nagisa Nagise)[2]
- Shōwa Genroku Rakugo Shinjū: Yotarō Hōrō-hen (Miyokichi)
- Slayers Excellent (Lina Inverse)
- Slayers Gorgeous (Lina Inverse)
- Slayers Great (Lina Inverse)
- Slayers Premium (Lina Inverse)
- Slayers Return (Lina Inverse)
- Slayers Special (Lina Inverse)
- Slayers: The Motion Picture (Lina Inverse)
- Smile Pretty Cure!: Ehon no Naka wa Minna Chiguhagu! (Nico)
- Tekkaman Blade II( (Aki Kisaragi)
- Video Girl Ai (Ai Amano)
- Tenkū no Shiro Laputa (Voces Adicionales)
- The End of Evangelion (Rei Ayanami)
- Vampire Hunter D: Bloodlust (Leila)
- Rebuild of Evangelion 1.0 (Rei Ayanami)
- Rebuild of Evangelion 2.0 (Rei Ayanami)
- Rebuild of Evangelion 3.0 (Rei Ayanami)
- Rebuild of Evangelion 3.0+1.0 (Rei Ayanami)

### Especiales
- Ryū no Haisha (Shibana Natsume)

### Roles de Doblaje
- Amélie (Amélie Poulain (Audrey Tautou))
- Batman Beyond (Batgirl/Barbara Gordon (Stockard Channing) (Tara Strong)
- Bright Lights, Big City (Amanda (Phoebe Cates))
- Donkey Kong Country (Diddy Kong (Andrew Sabiston))
- The Fairly OddParents (Trixie Tang)
- Full House (Aaron Bailey (Miko Hughes))
- My Dog Skip (Willie Morris (Frankie Muniz))
- My Girl (Thomas James Sennett (Macaulay Culkin))
- My Gym Partner's a Monkey (Vannesa Flamingo, Margaret Rhino, Donna Dorsle, Girl )
- Peanuts (Charlie Brown) specials (Marcie (Mr. James Ahrens))
- Scream (Casey Becker (Drew Barrymore))
- Star Trek: The Next Generation (René Picard (David Tristan Birkin))
- Tiny Toon Adventures (Li'l Sneezer (Katherine Soucie))
- True Lies (Dana Tasker (Eliza Dushku))

### CD Drama
- Akihabara Dennō Gumi (Tsubame Otori)
- Bakuretsu Hunters (Tira Misu)
- Bannou Bunka Nekomusume (Natsume Atsuko)
- Dancing Whispers (Miifa)
- Ghost Sweeper Mikami: Gokuraku Daisakusen!! (DJ)
- Jungle de Ikou (Ongo)
- Kodomotachi ha Yoru no Juunin (Yumi)
- Lamune & 40 DX (Mountain Dew Gold)
- Lips the Agent 8Yuu and Winter Fairy)
- Love Hina (Urashima Haruka)
- Mujintou Monogatari (Kurashima Saori)
- Neon Genesis Evangelion (Ayanami Rei)
- PopFul Mail Paradise 1, 2, 3, 4, 5 (Mail)
- Popful Mail The Next Generation (Mail)
- RG Veda (Ashura)
- Slayers Extra (Lina Inverse)
- Slayers Nextra (Lina Inverse)
- Slayers Premium (Lina Inverse)
- Slayers Revolution (Lina Inverse)
- Slayers Evolution-R (Lina Inverse)
- Slayers vs. Orphen (Lina Inverse)
- Shadow Skill (El Lag)
- Shaman King Osorezan revoir (Anna Kyōyama)
- Shaman King Osorezan revoir Au revoir (Anna Kyōyama)
- SM Girls Saber Marionette J/R (Lime)
- Starship Girl Yamamoto Yohko (Madoka Midou)
- Tokyo Juliette (Ayase Minori)

## Discografía de solista (CD)
- Half and, Half (KICS-100, 1991)
- WHATEVER (KICS-176, 1992)
- Perfume (KICS-215, 1992)
- SHAMROCK (KICS-345, 1993)
- PULSE (Futureland, TYCY-5413, 1994)
- SPHERE (KICS-430, 1994)
- Enfleurage (KICS-475, 1995)
- bertemu (KICS-590, 1996)
- Iravati (KICS-640, 1997)
- Fuwari(ふわり) (KICS-755, 1999)
- VINTAGE S (KICS-790, 2000)
- VINTAGE A (KICS-810, 2000)
- feel well (KICS-955, 2002)
- Carnival Babel Revival 2003)
- center color (KICS-1070, 2004)
- berTemu KICS-1070, 2006)
- Plain 2007
- Tanoshii Douyou 2007
- Slayers Megumix 2008
- Plenty or Grit 2009
- Front Breaking 2009
- Shuuketsu no Sono e 2009
- Choice 2010
- Shuketsu no Sadame 2010
- Heartful Station Sen Kai 2010
- Vintage White (KICS-91548, 2011)

Como cantante ha interpretado los temas de las series Love Hina (excepto el OVA), Slayers, Shaman King, Saber Marionette J, Saber Marionette J to X, Saber Marionette J Again, Abenobashi Mahō☆Shōtengai, Sorcerer Hunters y participó en los endings de Blue Seed: Touch and Go!! y Life. Para el anime Shōwa Genroku Rakugo Shinjū cantó los openings de la primera y segunda temporadas: Usurahi Shinjū (薄ら氷心中) e Imawa no Shinigami (今際の死神), respectivamente.
Cantó como parte de estas bandas:
- DoCo (Openings y endings de las OVAs de Ranma1/2)
- Ties

También cantó con las Hinata Girls, pero no fue parte del grupo.
En 2007 interpretó junto a Hikaru Utada una nueva versión remix de "Fly me to the Moon" (In Another Words) para la película Rebuild of Evangelion y "A thesis for the cruel angel" para Neon Genesis Evangelion.